# Soeresh Algoe
Soeresh Algoe (13 december 1977) is een Surinaams politicus. Hij is lid van de Nationale Democratische Partij (NDP) en was van 2014 tot 2018 minister van Landbouw, Veeteelt en Visserij.

## Biografie
Algoe groeide op in de Corantijnpolder (Westelijke Polders) in het district Nickerie als zesde van zeven kinderen. Hier hadden zijn ouders een uitgegreid agrarisch bedrijf met rijst- en tuinbouw, melkvee, schapen, slachtkippen en eenden (doksen). Als kind van acht jaar oud speelde hij niet met speelgoed, maar was hij veel buiten en hielp geregeld zijn ouders mee op het bedrijf. Na zijn mbo-opleiding aan het NATIN in Paramaribo ging hij met een studiebeurs naar de Universidad Agraria de La Habana (Agrarische Universiteit van Havanna) in Cuba. Hier behaalde hij de hogeschooltitel ing. (ingenieur). Doordat hij de academische titel ir. voerde, was er in 2014 commotie over zijn titel.
Van minimaal 2011 tot en met 2014 was hij onderdirecteur op het ministerie van Landbouw, Veeteelt en Visserij. Na het aftreden van Hendrik Setrowidjojo werd Algoe op 23 april 2014 zelf minister van dit departement. Aan het begin was hij veel in het district Nickerie, waar hij zich richtte op de uitbreiding van het inzaaen van rijst. In 2015 lag hij onder vuur van de media omdat hij zijn vrouw met een goed betaalde loonschaal had aangenomen als beleidsadviseur eerste klasse op het ministerie. Het accommoderen van familieleden door bewindvoerders kwam in die tijd al vaker voor in de kabinetten van Bouterse, aldus oppositielid Mahinder Jogi (VHP), tot en met de zoon en dochter van de president. Tijdens de verkiezingen van 2015 stond hij voor de NDP op nummer 1 van de lijst voor het district Wanica en werd hij formeel gekozen voor een zetel in De Nationale Assemblée (DNA). Daarna zette hij zijn functie als minister voort in het tweede kabinet van Bouterse.
Algoe had te maken met verschillende problemen op zijn ministerie, waaronder met de verstrekking van visvergunningen. In april 2018 herschikte Bouterse zijn kabinet en keerde Algoe niet terug. Hij werd opgevolgd door Lekhram Soerdjan.
Tijdens de verkiezingen van 2025 stond hij op nummer 48 van de lijst van de NDP.